# Leptophion bakeri
Leptophion bakeri là một loài tò vò trong họ Ichneumonidae.